# Гостиница «Градецкая»
Градецкая (укр. Готель «Градецький») — первое по высоте здание города Чернигова; здание занимал гостинично-ресторанный комплекс.

## История
Гостиница служит одним из объектов общественно-культурного центра города Чернигова, будучи в его северной периферии.
В 1983 году было построено здание гостиницы «Градецкая» по проекту архитекторов В. Г. Штолько, А. В. Грачёвой, А. А. Кабацкого, В. И. Ральченко и при участии чехословацких специалистов. Названа по названию чешского города Градец-Кралове в честь дружбы Черниговской области с Чехословацкой ССР. В свою очередь в городе Градец-Кралове была построена гостиница «Чернигов».
Кирпичный оштукатуренный на фундаменте из железобетонных блоков, 21-этажный дом, состоит из нескольких прямоугольных в плане объёмов. 1 этаж занят вестибюлем, 2-19 — номерами, 20-21 — техническими помещениями, два данных этажа меньшей площади нежели другие. Главный фасад направлен на восток к проспекту Мира. На конец 1980-х годов имел 267 номеров на 500 мест. При гостинице расположен ресторан на 300 мест. На момент ввода здания в эксплуатацию было самым высоким в Чернигове.
В 1984 году архитекторы гостиницы удостоены Государственная премия УССР имени Т. Г. Шевченко.
4 декабря 2017 года гостиница была закрыта. После закрытия, гостиница была выставлена на продажу. 27.04.2018 года гостиница была продана, где владельцами стали предприниматели и политики О. М. Голубова, Ю. Ю. Намуенко, Ю. Н. Тарасовец.